# Bambú de Ceilan
El bambú de Ceilan o Drendrocalamus giganteus és una espècie de bambús de la subtribu de les bambusines de la família de les poàcies, ordre Poales, subclasse Liliidae, classe Liliopsida, divisió Magnoliophyta.
Són bambús gegants amb canyes de fins a 30 cm de diàmetre i fins a 40 metres d'alçada, de clima tropical, originaris d'Àsia i d'Àfrica.